# Břehoryje
Břehoryje (německy Brzohor) je malá vesnice, část obce Drahobuz v okrese Litoměřice. Nachází se asi 1,5 kilometru severozápadně od Drahobuze. Břehoryje je také název katastrálního území o rozloze 3,86 km².

## Historie
První písemná zmínka pochází z roku 1226.

## Obyvatelstvo
Při sčítání lidu v roce 1921 zde žilo 288 obyvatel (z toho 133 mužů), z nichž byli tři Čechoslováci a 285 Němců. Až na pět evangelíků se hlásili k římskokatolické církvi. Podle sčítání lidu z roku 1930 měla vesnice 234 obyvatel: devět Čechoslováků a 225 Němců. S výjimkou pěti evangelíků a jednoho člověka bez vyznání byli římskými katolíky.
|                                                                    | 1869 | 1880 | 1890 | 1900 | 1910 | 1921 | 1930 | 1950 | 1961 | 1970 | 1980 | 1991 | 2001 | 2011 |
| ------------------------------------------------------------------ | ---- | ---- | ---- | ---- | ---- | ---- | ---- | ---- | ---- | ---- | ---- | ---- | ---- | ---- |
| Obyvatelé                                                          | 285  | 310  | 296  | 283  | 292  | 288  | 234  | 116  | 126  | 71   | 42   | 18   | 22   | 31   |
| Domy                                                               | 52   | 59   | 59   | 57   | 57   | 55   | 54   | 27   | 42   | 20   | 18   | 18   | 28   | 27   |
| Počet domů z roku 1961 je zahrnut v domech místní části Strážiště. |      |      |      |      |      |      |      |      |      |      |      |      |      |      |

## Pamětihodnosti
- Venkovský dům čp. 49
- Venkovská usedlost čp. 41